# Róg-Gajówka
Róg-Gajówka, do 31 grudnia 2015 Róg (kaszb. Róg, niem. Sonnenwalde) – mała kaszubska osada leśna  w Polsce na Pojezierzu Bytowskim położona w województwie pomorskim, w powiecie bytowskim, w gminie Studzienice. Róg jest częścią składową sołectwa Czarna Dąbrowa.
W latach 1975–1998 miejscowość administracyjnie należała do województwa słupskiego.